# Kingsthorpe (Australia)
Kingsthorpe – miasto w Australii, w stanie Queensland.